# Sarcé
Sarcé és un municipi francès situat al departament del Sarthe i a la regió de País del Loira. L'any 2007 tenia 286 habitants.

## Demografia

### Població
El 2007 la població de fet de Sarcé era de 286 persones. Hi havia 116 famílies de les quals 24 eren unipersonals (4 homes vivint sols i 20 dones vivint soles), 40 parelles sense fills, 44 parelles amb fills i 8 famílies monoparentals amb fills.
La població ha evolucionat segons el següent gràfic:
Habitants censats

### Habitatges
El 2007 hi havia 165 habitatges, 115 eren l'habitatge principal de la família, 40 eren segones residències i 10 estaven desocupats. 162 eren cases i 2 eren apartaments. Dels 115 habitatges principals, 96 estaven ocupats pels seus propietaris i 19 estaven llogats i ocupats pels llogaters; 1 tenia una cambra, 3 en tenien dues, 27 en tenien tres, 34 en tenien quatre i 51 en tenien cinc o més. 81 habitatges disposaven pel capbaix d'una plaça de pàrquing. A 56 habitatges hi havia un automòbil i a 55 n'hi havia dos o més.

### Piràmide de població
La piràmide de població per edats i sexe el 2009 era:
| Homes | Edats   | Dones |
| ----- | ------- | ----- |
| 0     | 95 o +  | 0     |
| 0     | 90 a 94 | 0     |
| 0     | 85 a 89 | 0     |
| 0     | 80 a 84 | 0     |
| 8     | 75 a 79 | 20    |
| 12    | 70 a 74 | 0     |
| 4     | 65 a 69 | 12    |
| 0     | 60 a 64 | 4     |
| 4     | 55 a 59 | 8     |
| 12    | 50 a 54 | 4     |
| 8     | 45 a 49 | 8     |
| 8     | 40 a 44 | 12    |
| 16    | 35 a 39 | 8     |
| 12    | 30 a 34 | 16    |
| 4     | 25 a 29 | 8     |
| 4     | 20 a 24 | 4     |
| 8     | 15 a 19 | 12    |
| 24    | 10 a 14 | 4     |
| 24    | 5 a 9   | 0     |
| 12    | 0 a 4   | 4     |

## Economia
El 2007 la població en edat de treballar era de 173 persones, 131 eren actives i 42 eren inactives. De les 131 persones actives 122 estaven ocupades (66 homes i 56 dones) i 10 estaven aturades (3 homes i 7 dones). De les 42 persones inactives 17 estaven jubilades, 12 estaven estudiant i 13 estaven classificades com a «altres inactius».

### Ingressos
El 2009 a Sarcé hi havia 111 unitats fiscals que integraven 274 persones, la mediana anual d'ingressos fiscals per persona era de 16.724 €.

### Activitats econòmiques
Dels 8 establiments que hi havia el 2007, 2 eren d'empreses de construcció, 1 d'una empresa de comerç i reparació d'automòbils, 1 d'una empresa financera, 1 d'una empresa de serveis i 3 d'empreses classificades com a «altres activitats de serveis».
L'únic servei als particulars que hi havia el 2009 era un paleta.
L'únic establiment comercial que hi havia el 2009 era una botiga de menys de 120 m².
L'any 2000 a Sarcé hi havia 17 explotacions agrícoles que ocupaven un total de 1.166 hectàrees.

## Poblacions més properes
El següent diagrama mostra les poblacions més properes.